# Флигель-адъютантский дом
Флигель-адъютантский дом (Кавалерский дом, Поперечный дом, Большой дом) — памятник архитектуры. Расположен в Петергофе, современный адрес дома — Разводная площадь, 1.
Стоит с западной стороны Верхнего сада рядом с Первым и Вторым Министерскими домами. Ранее вместо этих зданий на данном месте стоял Экзерцир-зал. Первым зданием нового ансамбля стал деревянный Поперечный дом, строительство которого началось в 1834 году по проекту И. Шарлеманя. В основном строительство закончилось в 1836 году, отделка фасадов, восьми квартир и прочих помещений (42 комнаты на первом этаже, 18 на втором, по коридору на обоих этажах), а также их меблировка длились до августа 1839 года.
Здание построено в классическом стиле. Оно чётко расчленено на среднюю чуть выступающую часть с мансардой и шестью колоннами ионического ордера, полуциркульными контурами мансардных окон, антаблементом с модульонами, триглифами и аттиком, и два завершённых ризалитами крыла, также с мансардными этажами. Окна первого этажа средней части и ризалитов украшены полукруглыми наличниками и лепными рокайлями. Особенностью архитектуры здания является использование дерева для форм, обычно присущих каменным зданиям.
Длина дома — 36 саженей, ширина — 7 саженей, высота — 9 аршин. Крыша железная, покрашенная масляной краской. В конце XIX века в доме жили генеральская свита императора и флигель-адъютанты, в 1883 году две комнаты здания заняла первая петергофская телефонная станция (сначала связывавшая дворцы Петергофа, а позднее — и город с Петербургом, Царским Селом, Павловском и Гатчиной). С начала XX века в доме жили офицеры Собственного конвоя и телеграфисты.
Дом был окончательно расселён в 2019 году и капитально отремонтирован под нужды ГМЗ «Петергоф».